# Herbert Macaulay

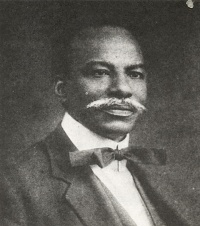
Herbert Macaulay

Herbert Samuel Heelas Macaulay (Lagos, 14 november 1864 - aldaar, 7 mei 1946) was een Nigeriaans journalist, musicus en politicus.
Macaulay was een Nigeriaanse Saro, kleinzoon (van moederszijde) van Samuel Ajayi Crowther, de eerste Afrikaanse bisschop (Anglicaans) van Nigeria.
Macaulay volgde een opleiding aan de missieschool en werkte sinds 1881 voor het Departement Publieke Werken in Lagos. Van 1891 tot 1894 studeerde hij bouwkunde in Londen en werkte daarna tot 1898 als inspecteur van de kroonlanden in Nigeria. In 1898 nam hij ontslag, omdat hij tegen het Britse bestuur in Nigeria was.
Na zijn ontslag werkte hij als journalist en schreef kritische artikelen over het koloniaal bestuur. Op 24 juni 1923 was hij medeoprichter van de Nigeriaanse Nationaal Democratische Partij (NNDP), de eerste grote nationalistische partij in de Britse kolonie. Macaulay werd hoofdredacteur van de partijkrant, Lagos Daily News. Wegens zijn anti-koloniale houding werd Macaulay tweemaal veroordeeld.
Op 26 augustus 1944 richtte hij samen met Nnamdi Azikiwe de National Council of Nigeria and the Cameroons (Nationaal Congres van Nigeria en de Kameroens) op. Tot zijn dood in 1946 bleef hij secretaris-generaal van deze beweging. Zijn dood werd algemeen betreurd in Nigeria. Het portret van "De vader van het Nigeriaanse nationalisme" prijkt op een Nigeriaans bankbiljet.
- Gemeinsame Normdatei: 1218715995
- International Standard Name Identifier: 0000 0000 3585 3477
- Library of Congress Control Number: n2006055353
- Nationale Bibliotheek van Israël: 987007594665805171
- Nederlandse Thesaurus van Auteursnamen: 376143800
- SNAC: w6gb35s4
- Système universitaire de documentation: 084258411
- Virtual International Authority File: 43727971
- WorldCat: E39PBJw4xrMhTVBXxVF8866Frq